# Открытый чемпионат Германии по теннису среди женщин 2004
Открытый чемпионат Германии 2004 — ежегодный профессиональный теннисный турнир 1-й категории для женщин.
Соревнование традиционно проводились на открытых грунтовых кортах в Берлине, Германия.
Соревнования прошли с 3 по 9 мая.
Прошлогодние победители:
- в одиночном разряде —  Жюстин Энен
- в парном разряде —  Вирхиния Руано Паскуаль и  Паола Суарес

## Соревнования

### Одиночный турнир
Амели Моресмо на отказе обыграла  Винус Уильямс.
- Моресмо выигрывает 1й в году турнир и 11й за карьеру.

### Парный турнир
Надежда Петрова /  Меганн Шонесси обыграли  Жанетт Гусарову /  Кончиту Мартинес со счётом 6-2, 2-6, 6-1.
- Петрова выигрывает свой 3й титул в году и 7й за карьеру.
- Шонесси выигрывает свой 4й титул в году и 8й за карьеру.